# Vanadoandrosita-(Ce)
La vanadoandrosita-(Ce) és un mineral de la classe dels silicats, que pertany al grup de l'al·lanita.

## Característiques
La vanadoandrosita-(Ce) és un silicat de fórmula química {Mn2+Ce}{V3+AlMn2+}(Si₂O₇)(SiO₄)O(OH). Va ser aprovada com a espècie vàlida per l'Associació Mineralògica Internacional l'any 2004. Cristal·litza en el sistema monoclínic.
Segons la classificació de Nickel-Strunz, la vanadoandrosita-(Ce) pertany a «09.B - Estructures de sorosilicats amb grups barrejats de SiO₄ i Si₂O₇; cations en coordinació octaèdrica [6] i major coordinació» juntament amb els següents minerals: al·lanita-(Ce), al·lanita-(La), al·lanita-(Y), clinozoisita, dissakisita-(Ce), dol·laseïta-(Ce), epidota, epidota-(Pb), khristovita-(Ce), mukhinita, piemontita, piemontita-(Sr), manganiandrosita-(La), tawmawita, manganipiemontita-(Sr), ferrial·lanita-(Ce), clinozoisita-(Sr), manganiandrosita-(Ce), dissakisita-(La), uedaïta-(Ce), epidota-(Sr), al·lanita-(Nd), ferrial·lanita-(La), åskagenita-(Nd), zoisita, macfal·lita, sursassita, julgoldita-(Fe2+), okhotskita, pumpel·lyita-(Fe2+), pumpel·lyita-(Fe3+), pumpel·lyita-(Mg), pumpel·lyita-(Mn2+), shuiskita, julgoldita-(Fe3+), pumpel·lyita-(Al), poppiïta, julgoldita-(Mg), ganomalita, rustumita, vesuvianita, wiluïta, manganovesuvianita, fluorvesuvianita, vyuntspakhkita-(Y), del·laïta, gatelita-(Ce) i västmanlandita-(Ce).

## Formació i jaciments
Va ser descoberta a la mina Coustou, una mina que es troba a la Vall d'Aure, al departament dels Alts Pirineus, a Occitània, França, on sol trobar-se associada a altres minerals com: vuorelainenita, espessartina, rodocrosita, quars, friedelita i calcopirita. Es tracta de l'únic indret on ha estat descrita aquesta espècie mineral a tot el planeta.